# Muhammad Chudscha
Muhammad Chudscha (arabisch محمد خوجة, DMG Muḥammad Ḫūǧa, nach englischer Umschrift häufig Mohammad Khouja; * 15. März 1982) ist ein ehemaliger saudi-arabischer Fußballtorhüter. Er gewann einmal die saudi-arabische Meisterschaft und stand im Aufgebot für die Weltmeisterschaft 2006.

## Karriere
Bis 2005 spielte Chudscha beim saudi-arabischen Zweitligisten Ohod Club aus Medina, dann wechselte er zum Erstligisten al-Shabab aus Riad. 2006 wurde man Meister und der erst 23-jährige Torhüter machte durch seine gute Leistung auf sich aufmerksam.
Nachdem er nach dem Rücktritt von Torwartlegende Mohammad ad-Daʿayyaʿ zum weiteren Kreis der Nachfolgekandidaten in der saudi-arabischen Nationalmannschaft gehörte und auch schon seit 2004 mehrere Einsätze bekommen hatte, wurde er für die Fußball-Weltmeisterschaft 2006 in Deutschland hinter dem zurückgekehrten ad-Daʿayyaʿ als dritter Torhüter für das WM-Aufgebot Saudi-Arabiens nominiert. Er und Verteidiger Ahmad Al-Bahri waren die einzigen beiden Vertreter des aktuellen Meisters im Team.
Er blieb bei al-Shabab bis zum Jahr 2009, ehe er zu al-Ettifaq wechselte. Im Jahr 2013 beendete er seine Laufbahn.

## Titel / Erfolge
- Saudi-arabischer Meister: 2006